# Sistema dinàmic

L'atractor de Lorenz sorgeix en l'estudi de l'oscil·lador de Lorenz, un sistema dinàmic.

En matemàtiques, un sistema dinàmic és un sistema en què una funció descriu la dependència temporal d'un punt en un espai geomètric. Alguns exemples de sistemes dinàmics són els model matemàtic que descriuen l'oscil·lació d'un rellotge de pèndola, el flux de l'aigua en una canonada, i el nombre de peixos que hi ha cada primavera en un llac.
En un instant donat, un sistema dinàmic té un estat format per un conjunt de nombres reals (un vector) que pot ser representat per un punt en un espai d'estat apropiat (una varietat geomètrica). La norma d'evolució d'un sistema dinàmic és una funció que descriu els estats futurs que succeeixen l'estat actual. Sovint, la funció és determinista; és a dir, per a un interval de temps determinat, només un estat futur succeeix a l'estat actual. No obstant això, existeixen sistemes estocàstics, on esdeveniments aleatoris també afecten l'evolució de les variables d'estat.
En física, un sistema dinàmic és descrit com una «partícula o un conjunt de partícules l'estat de les quals varia al llarg del temps i, per tant, obeeix equacions diferencials que inclouen derivades temporals». Per tal de fer una predicció sobre el comportament futur d'un sistema, es resol la solució analítica de les equacions corresponents o s'integra al llarg del temps mitjançant simulacions numèriques per ordinador.
L'estudi dels sistemes dinàmics és l'objecte en què se centra la teoria de sistemes dinàmics, que té aplicacions en una àmplia varietat de camps com ara les matemàtiques, la física, la biologia, la química, l'enginyeria, l'economia, la història, i la medicina. Els sistemes dinàmics són una part fonamental de la teoria del caos, la dinàmica de la mapes logístics, la teoria de les bifurcacions, els processos d'autoensamblatge i d'autoorganització, i del concepte del llindar del caos.

## Concepte
El concepte de sistema dinàmic té els seus orígens en la mecànica newtoniana. En aquesta disciplina, la norma d'evolució dels sistemes dinàmics és una relació implícita que proporciona l'estat del sistema en un instant futur només immediat. La relació és una equació diferencial, una relació de recurrència o una altra escala temporal. Per determinar l'estat per a tots els temps futurs és necessari iterar la relació múltiples vegades, avançant un petit pas en cada iteració. Es refereix al procés d'iteració com solucionar el sistema o integrar el sistema. Si el sistema pot ser solucionat, donat un punt inicial és possible determinar totes les posicions futures, una col·lecció de punts coneguts com la trajectòria o òrbita.
Abans de l'era digital, trobar una òrbita requeria tècniques matemàtiques sofisticades i podia solucionar-se només per a un grup petit de sistemes dinàmics. Mètodes numèrics implementats en dispositius electrònics han simplificat la tasca de determinar les òrbites d'un sistema dinàmic.
Per a sistemes dinàmics simples, conèixer la trajectòria és suficient, però la majoria de sistemes dinàmics són massa complexos per a ser entesos en termes de trajectòries individuals. L'origen d'aquesta complexitat rau en:
- Els sistemes estudiats poden conèixer-se només de forma aproximada, els paràmetres del sistema no poden ser coneguts de forma precisa o manquen alguns termes de les equacions. Les aproximacions ressalten la qüestió sobre la validesa o rellevància de les solucions numèriques. Consegüentment, diverses nocions d'estabilitat han estat introduïdes en l'estudi de sistemes dinàmics, com l'estabilitat Lyapunov o l'estabilitat estructural. L'estabilitat del sistema dinàmica implica que hi ha una classe de models o condicions inicials per les quals les trajectòries serien equivalents. L'operació de comparació d'òrbites per a establir-ne l'equivalència canvia segons la noció d'estabilitat considerada.
- El tipus de trajectòria pot ser més important que una trajectòria particular. Algunes trajectòries poden ser periòdiques, mentre que altres poden vagar per diferents estats del sistema. Les aplicacions requereixen sovint enumerar aquestes classes o mantenir el sistema dins d'una sola classe. La classificació de totes les trajectòries possibles ha desembocat en l'estudi qualitatiu de sistemes dinàmics, és a dir, les propietats que no canvien sota canvis coordinats. Sistemes dinàmics lineals i sistemes que tenen dos números descrivint-ne l'estat són exemples de sistemes dinàmics on es coneixen les possibles classes de les òrbites.
- El comportament de trajectòries com a funció d'un paràmetre pot ser l'element necessari per a una aplicació. A mesura que un paràmetre varia, els sistemes dinàmics poden tenir punts de bifurcació on el comportament qualitatiu del sistema dinàmic canvia. Per exemple, pot anar de tenir només moviments periòdics a un comportament aparentment erràtic, com en el cas de la turbulència d'un fluid.
- Les trajectòries d'un sistema poden aparèixer erràtiques, com si fossin aleatòries. En aquests casos pot ser necessari computar valors mitjans fent servir una trajectòria molt llarga o moltes trajectòries diferents. Els valors mitjans estan ben definits per a sistemes ergòdics, i una comprensió més detallada ha estat assolida per a sistemes hiperbòlics. Entendre els aspectes probabilístics de sistemes dinàmics ha ajudat a establir els fonaments de la mecànica estadística i la teoria del caos.

## Història
Henri Poincaré és sovint considerat el fundador dels sistemes dinàmics. Poincaré va publicar «New Methods of Celestial Mechanics» («Nou Mètodes de Mecànica Celestial») (1892-1899) i «Lectures on Celestial Mechanics» («Lliçons sobre Mecànica Celestial»). En aquestes publicacions, Poincaré va aplicar els resultats de la seva recerca del problema del moviment de tres cossos i va estudiar en detall el comportament de solucions (freqüència, estabilitat, assímptotes, etc.). Aquestes publicacions inclouen el teorema de la recurrència de Poincaré, que estableix que determinats sistemes retornen a un estat molt semblant a l'estat inicial en un temps prou llarg, però finit.
Aleksandr Lyapunov va desenvolupar diversos mètodes d'aproximació importants. Els seus mètodes, desenvolupats en el 1899, van fer possible definir l'estabilitat de conjunts d'equacions diferencials ordinàries. Va crear la teoria moderna d'estabilitat d'un sistema dinàmic.
El 1913, George David Birkhoff va demostrar el teorema Poincaré-Birkhoff, un cas especial del problema dels tres cossos, un resultat que el va fer mundialment famós. El 1927, va publicar Dynamical Systems Arxivat 2006-04-22 a Wayback Machine.. El resultat més significatiu de Birkhoff fou el descobriment del que ara es coneix com a teorema ergòdic l'any 1931. Combinant coneixements de física en les hipòtesis ergòdiques amb teoria de la mesura, aquest teorema solucionava, almenys en principi, un problema fonamental de la mecànica estadística. El teorema ergòdic també ha tingut repercussions en la dinàmica.
Stephen Smale també va fer una contribució significant. La seva contribució més important fou el mapa de la ferradura que inicià significant recerca en sistemes dinàmics.
Oleksandr Mykolaiovych Sharkovsky desenvolupà el teorema de Xarkovski sobre els períodes de sistemes dinàmics discrets l'any 1964. Una de les implicacions del teorema és que si un sistema dinàmic concret en la recta real té un punt periòdic de període 3, llavors ha de tenir punts periòdics en cada altre període.

## Definicions bàsiques
Un sistema dinàmic és una varietat M anomenada l'espai de fase (o estat) dotada d'una família de funcions d'evolució suau Φt que, per qualsevol element de t ∈ T, el temps, assigna un punt de l'estat de fase en l'espai de fase. La noció de suavitat canvia segons les aplicacions i el tipus de varietat. Hi ha diverses opcions pel conjunt T. Quan T es pren com els nombres reals, el sistema dinàmic s'anomena flux; i si T és restringit als nombres reals no negatius, el sistema dinàmic és un semi-flux. Quan T es pren com els nombres enters, es tracta d'una cascada o mapa; i la restricció a enters no negatius és una semi-cascada.

### Exemples
La funció d'evolució Φ t és sovint solució d'una equació diferencial de moviment.
{\displaystyle {\dot {x}}=v(x).\,}
L'equació dona la derivada en el temps, representada pel punt, d'una trajectòria x(t) en l'espai de fase que comença en un punt x0. El camp vectorial v(x) és una funció suau que dona el vector velocitat del sistema dinàmic a cada punt de l'espai de fase M. No calen derivades de major ordre en l'equació, ni dependència del temps en v(x), perquè poden eliminar-se considerant sistemes de dimensions més elevades. Altres tipus d'equacions diferencials poden utilitzar-se per definir la norma d'evolució:
{\displaystyle G(x,{\dot {x}})=0\,}
és un exemple d'equació que sorgeix de la model·lació de sistemes mecànics amb restriccions complicades.
Les equacions diferencials que determinen la funció d'evolució Φ t són sovint equacions diferencials ordinàries: en aquest cas l'espai de fase M és una varietat dimensional finita. Molts dels conceptes de sistemes dinàmics es poden estendre a varietats de dimensions infinites—les que són espais Banach; en aquest cas les equacions diferencials són equacions diferencials parcials.

## Sistemes dinàmics lineals
Els sistemes dinàmics lineals poden solucionar-se en termes de funcions simples i el comportament de totes les òrbites classificades. En un sistema lineal, l'espai de fase és un espai Euclidià N-dimensional, de manera que qualsevol punt en l'espai de fase pot representar-se per un vector amb N components. L'anàlisi de sistemes lineals és possible perquè satisfan el principi de superposició: si tant u(t) com w(t) satisfan l'equació diferencial per l'espai vectorial (però no necessàriament la condició inicial), llavors u(t) + w(t) també.

### Fluxes
Per a un flux, un camp vectorial Φ(x) és una funció afina de la posició en l'espai de fase, és a dir,
{\displaystyle {\dot {x}}=\phi (x)=Ax+b,\,}
on A és una matriu, b és un vector i x és la posició del vector. La solució d'aquest sistema pot trobar-se mitjançant el principi de superposició (linealitat). El cas concret b ≠ 0 amb A = 0 és una recta lineal en la direcció de b:
{\displaystyle \Phi ^{t}(x_{1})=x_{1}+bt.\,}
Quan b és zero i A ≠ 0, l'origen és un punt d'equilibri (o singular) del flux, és a dir, si x0 = 0, llavors l'òrbita roman allà. Per altres condicions inicials, l'equació de moviment és expressada per la matriu exponencial: per un punt inicial x0,
{\displaystyle \Phi ^{t}(x_{0})=e^{tA}x_{0}.\,}
Quan b = 0, els valors propis de A determinen l'estructura de l'espai de fase. Amb els valors propis i els vectors propis de A és possible determinar si u punt inicial divergirà o convergirà amb el punt d'equilibri a l'origen.
La distància entre dues condicions inicials diferents en el cas de A ≠ 0 canviarà exponencialment en la majoria de casos, convergint ràpida i exponencialment cap a un punt, o bé divergint ràpida i exponencialment. Els sistemes lineals presenten una dependència sensible de les condicions inicials en el cas de divergència. Per a sistemes no lineals, aquesta és una de les condicions (necessàries, però no suficients) pel comportament caòtic.

### Aplicacions
Un sistema dinàmic afí de temps discret pren la forma d'equació diferencial de matriu:
{\displaystyle x_{n+1}=Ax_{n}+b,\,}
on A és una matriu i b és un vector. Com en el cas no discret, el canvi de coordenades x → x + (1 − A) –1b elimina el terme b de l'equació. En el nou sistema de coordenades, l'origen és u punt fix de l'aplicació i les solucions són les del sistema lineal A nx0.
Les solucions per a l'aplicació ja no són corbes, sinó punts que salten per l'espai de fase. Les òrbites estan organitzades en corbes, o fibres, que són una col·lecció de punts que s'assignen a ells mateixos sota l'acció de l'aplicació.
Com en el cas continu, els valors i vectors propis de A determinen l'estructura de l'espai fase. Per exemple, si u1 és un vector propi de A, amb un valor propi real més petit que u, llavors la línia recta donada pels punts al llarg de α u1, amb α ∈ R, és una corba invariant de l'aplicació.